# Wang Zhen (Leichtathlet, 1991)

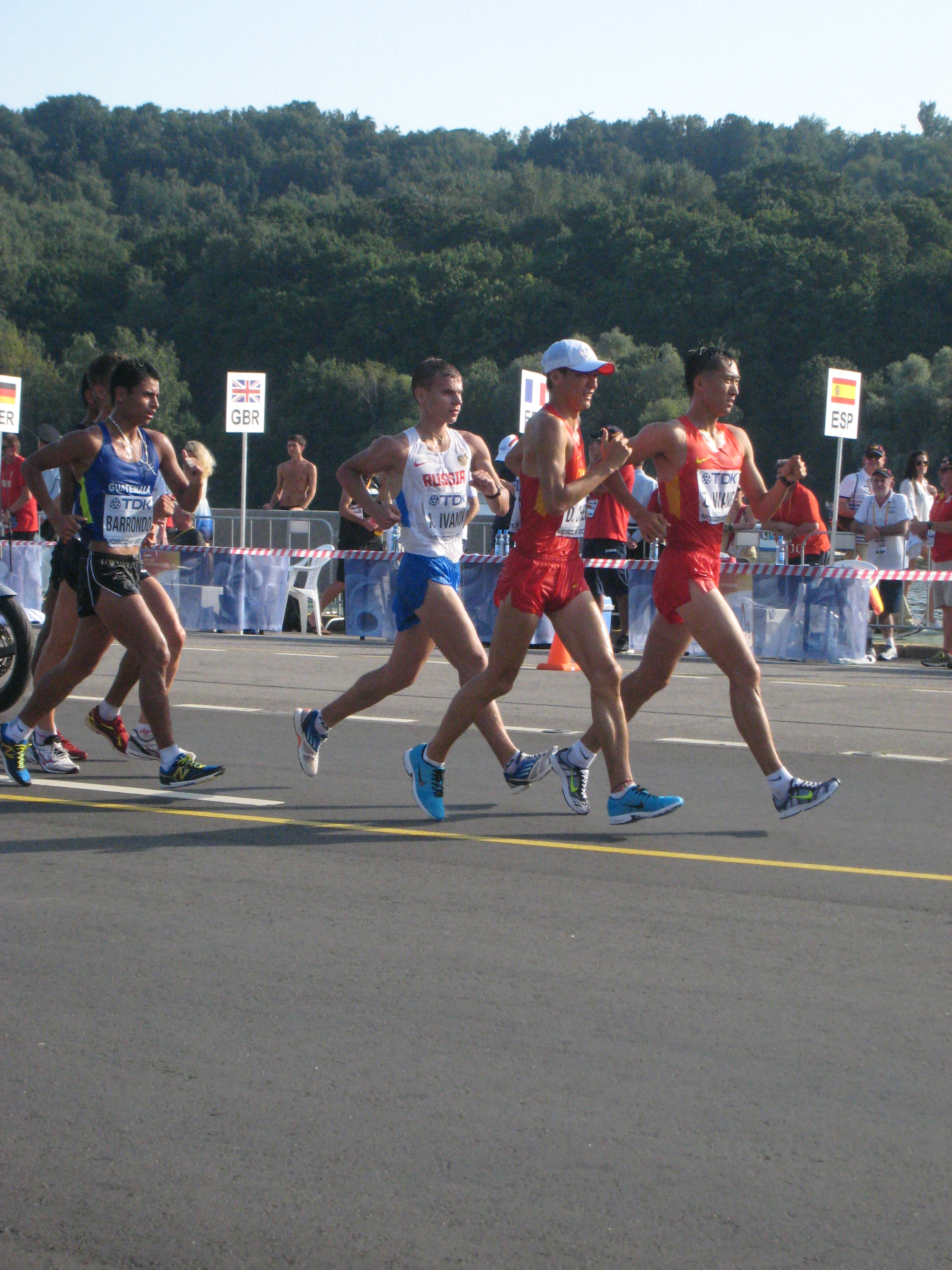
Erick Barrondo, Alexander Alexejewitsch Iwanow, Chen Ding und Wang Zhen beim 20-km-Gehen der Männer bei den Weltmeisterschaften 2013 in Moskau

Wang Zhen (chinesisch 王 鎮 / 王 镇, Pinyin Wáng Zhèn;; * 24. August 1991 in der Provinz Heilongjiang) ist ein chinesischer Geher.
2010 stellte er mit 37:44 min einen Asienrekord sowie einen Juniorenweltrekord im 10-km-Gehen auf. Im Jahr darauf wurde er bei den Weltmeisterschaften 2011 in Daegu Vierter im 20-km-Gehen. Über dieselbe Distanz gewann er bei den Olympischen Spielen 2012 in London die Bronzemedaille. Bei den Weltmeisterschaften 2013 in Moskau wurde er disqualifiziert. 2015 gewann er bei den Weltmeisterschaften 2015 im eigenen Land in Peking die Silbermedaille über 20 km. Bei den Olympischen Spielen 2016 in Rio de Janeiro wurde er Olympiasieger über 20 km.
Wang Zhen wird von Sandro Damilano trainiert, dem älteren Bruder des italienischen Olympiasiegers Maurizio Damilano.

## Persönliche Bestzeiten
- 10.000 m Gehen: 38:30,38 min, 16. September 2012, Tianjin (Asienrekord)
- 10 km Gehen: 37:44 min, 18. September 2010, Peking (Asienrekord)
- 20 km Gehen: 1:17:36 h, 30. März 2012, Taicang (Asienrekord)
- 50 km Gehen: 3:53:00 h, 26. Oktober 2009, Jinan